# Tylomelania sinabartfeldi
Tylomelania sinabartfeldi е вид коремоного от семейство Pachychilidae.